# Hillsdale (Missouri)
Hillsdale ist eine Gemeinde mit dem Status „Village“ im St. Louis County im US-Bundesstaat Missouri. Das U.S. Census Bureau hat bei der Volkszählung 2020 eine Einwohnerzahl von 1.216 ermittelt.

## Geographie
Die Koordinaten von Hillsdale liegen bei 38°41'0" nördlicher Breite und 90°17'10" westlicher Länge.
Nach Angaben der United States Census 2010 erstreckt sich das Stadtgebiet von Hillsdale über eine Fläche von 0,91 Quadratkilometer (0,35 sq mi). Hillsdale grenzt im Norden an Velda Village Hills, im Osten an St. Louis, im Süden an Wellston und im Westen an Normandy und Velda City.

## Bevölkerung
Nach der United States Census 2010 lebten in Hillsdale 1478 Menschen verteilt auf 487 Haushalte und 346 Familien. Die Bevölkerungsdichte betrug 1624,2 Einwohner pro Quadratkilometer (4222,9/sq mi).
Die Bevölkerung setzte sich 2010 aus 2,2 % Weißen, 95,9 % Afroamerikanern und 0,1 % amerikanischen Ureinwohnern zusammen, dabei stammten 1,7 % von zwei oder mehr Ethnien ab. Bei 1,2 % der Bevölkerung handelte es sich um Hispanics oder Latinos. Von den 487 Haushalten lebten in 42,6 % Kinder unter 18, in 18,3 % der Haushalten lebten verheiratete Paare ohne Kinder und in 7,7 % der Haushalten lebten Personen über 65 alleine.
Von den 1478 Einwohnern waren 35,5 % unter 18 Jahre, 11,7 % zwischen 18 und 24 Jahren, 23,4 % zwischen 25 und 44 Jahren, 22,3 % zwischen 45 und 64 Jahren und in 7,2 % der Menschen waren 65 Jahre oder älter. Das Durchschnittsalter betrug 27,4 Jahre und 44,7 % der Einwohner waren männlich.

## Belege
1. ↑  Explore Census Data Total Population in Hillsdale village, Missouri. Abgerufen am 2. Februar 2023.
2. ↑   United States Census
3. ↑   American Fact Finder